# Kaus Media
Kaus Media (delta Sagittarii) is een heldere ster in het sterrenbeeld Boogschutter (Sagittarius). Kaus Media bestaat uit minstens vier sterren, de hoofdster en drie veel zwakkere sterren op 26", 40" en 58" van de hoofdster. Het is niet bekend of deze sterren fysiek deel uitmaken van één en hetzelfde systeem of dat het hier om een optisch systeem gaat.
De ster staat ook bekend als Kaus Meridionalis en als Media ("de middelste").
Delta Sagittarii vormt de overgang of hoek van het tuitgedeelte en de top van het gemakkelijk herkenbare asterisme Theepot (Teapot) dat het centrale gedeelte van het sterrenbeeld Boogschutter inneemt. Deze ster klimt tijdens de culminatie, gezien vanuit de Benelux, tot 9 graden boven de zuidelijke horizon.